# Partecipanti ai Campionati del mondo di ciclismo su strada 2009 - Gara in linea maschile Under-23
Elenco dei partecipanti alla Gara in linea Uomini Under-23 dei Campionati del mondo di ciclismo su strada 2009.
Al via erano schierati 202 corridori in rappresentanza di 45 nazioni. Di questi 108 portarono a termine la gara mentre 94 si ritirarono.

## Modalità di qualificazione
Il numero di ciclisti che ogni Nazione poteva iscrivere e schierare in gara era basato sulle classifiche per nazioni UCI al 15 agosto 2009.
- UCI Africa Tour: la prima nazione in classifica poteva iscrivere 10 di cui 5 erano utilizzabili in gara. La seconda poteva iscriverne 8, schierandone 4, la terza e la quarta 6 iscritti e 3 in gara.
- UCI America Tour: le prime tre nazioni potevano iscrivere 10 corridori, utilizzandone 5 in gara. Le nazioni dalla quarta alla sesta classificata potevano iscriverne 8 e schierarne 4, mentre le nazioni dalla settima alla nona posizione, 6 e 3.
- UCI Asia Tour: le prime due potevano iscrivere 10 corridori, schierandone 5 al via. La terza e la quarta classificata potevano iscrivere 8 corridori, schierandone 4 in gara, mentre la quinta e la sesta, 6 e 3.
- UCI Europe Tour: le prime quindici potevano iscrivere 10 corridori, utilizzandone 5 al via. Le nazioni dalla sedicesima alla ventesima posizione iscrivevano 8 corridori utilizzandone 4, mentre quelle dalla ventunesima alla ventiseiesima potevano iscriverne 6 e schierarne 3.
- UCI Oceania Tour: la prima nazione in classifica poteva iscrivere 10 di cui 5 erano utilizzabili in gara. La seconda poteva iscriverne 6, schierandone 3.

Inoltre, le prime cinque nazioni della classifica finale della Coppa delle Nazioni UCI U23 potevano iscrivere corridori in più rispetto a quelli consentiti in base alla classifica continentale, non superando comunque il numero di sei corridori in gara. Anche i campioni continentali uscenti potevano essere iscritti in aggiunta a quelli consentiti, sempre rispettando il limite di sei atleti in gara.
| #                | Nazione         | Corridori                  |
| UCI Africa Tour  | UCI Africa Tour | UCI Africa Tour            |
| ---------------- | --------------- | -------------------------- |
| 1                | Sud Africa      | 10 iscritti, 5 schierabili |
| 2                | Eritrea         | 8 iscritti, 4 schierabili  |
| 3                | Libia           | 6 iscritti, 3 schierabili  |
| 4                | Egitto          | 6 iscritti, 3 schierabili  |
| UCI America Tour |                 |                            |
| 1                | Colombia        | 10 iscritti, 5 schierabili |
| 2                | Stati Uniti     | 10 iscritti, 5 schierabili |
| 3                | Venezuela       | 10 iscritti, 5 schierabili |
| 4                | Costa Rica      | 8 iscritti, 4 schierabili  |
| 5                | Canada          | 8 iscritti, 4 schierabili  |
| 6                | Uruguay         | 8 iscritti, 4 schierabili  |
| 7                | Brasile         | 6 iscritti, 3 schierabili  |
| 8                | Cuba            | 6 iscritti, 3 schierabili  |
| 9                | Messico         | 6 iscritti, 3 schierabili  |
| UCI Asia Tour    |                 |                            |
| 1                | Iran            | 10 iscritti, 5 schierabili |
| 2                | Kazakhistan     | 10 iscritti, 5 schierabili |
| 3                | Malaysia        | 8 iscritti, 4 schierabili  |
| 4                | Kazakhistan     | 8 iscritti, 4 schierabili  |
| 5                | Mongolia        | 6 iscritti, 3 schierabili  |
| 6                | Thailandia      | 6 iscritti, 3 schierabili  |
| UCI Europe Tour  |                 |                            |
| 1                | Italia          | 10 iscritti, 6 schierabili |
| 2                | Belgio          | 10 iscritti, 6 schierabili |
| 3                | Germania        | 10 iscritti, 6 schierabili |
| 4                | Francia         | 10 iscritti, 6 schierabili |
| 5                | Russia          | 10 iscritti, 6 schierabili |
| 6                | Paesi Bassi     | 10 iscritti, 6 schierabili |
| 7                | Danimarca       | 10 iscritti, 6 schierabili |
| 8                | Slovacchia      | 10 iscritti, 6 schierabili |
| 9                | Austria         | 10 iscritti, 6 schierabili |
| 10               | Gran Bretagna   | 10 iscritti, 6 schierabili |
| 11               | Norvegia        | 10 iscritti, 6 schierabili |
| 12               | Slovenia        | 10 iscritti, 6 schierabili |
| 13               | Moldavia        | 10 iscritti, 6 schierabili |
| 14               | Polonia         | 10 iscritti, 6 schierabili |
| 15               | Spagna          | 10 iscritti, 6 schierabili |
| 16               | Turchia         | 8 iscritti, 4 schierabili  |
| 17               | Repubblica Ceca | 8 iscritti, 4 schierabili  |
| 18               | Bielorussia     | 8 iscritti, 4 schierabili  |
| 19               | Estonia         | 8 iscritti, 4 schierabili  |
| 20               | Ucraina         | 8 iscritti, 4 schierabili  |
| 21               | Lussemburgo     | 6 iscritti, 3 schierabili  |
| 22               | Lituania        | 6 iscritti, 3 schierabili  |
| 23               | Grecia          | 6 iscritti, 3 schierabili  |
| 24               | Israele         | 6 iscritti, 3 schierabili  |
| 25               | Svezia          | 6 iscritti, 3 schierabili  |
| 26               | Ungheria        | 6 iscritti, 3 schierabili  |
| UCI Oceania Tour |                 |                            |
| 1                | Australia       | 10 iscritti, 5 schierabili |
| 2                | Nuova Zelanda   | 6 iscritti, 3 schierabili  |

Nazioni qualificate in base alla Classifica della Coppa delle Nazioni UCI U23
| # | Nazione     | Corridori                 |
| - | ----------- | ------------------------- |
| 1 | Portogallo  | 2 iscritti, 1 schierabili |
| 2 | Lettonia    | 2 iscritti, 1 schierabili |
| 3 | El Salvador | 2 iscritti, 1 schierabili |
| 4 | Serbia      | 2 iscritti, 1 schierabili |
| 5 | Svizzera    | 2 iscritti, 1 schierabili |

Campioni continentali uscenti
- Europa:  Kris Boeckmans
- America:  Juan Villegas
- Asia:  Turakit Boonratanathanakorn
- Africa:  Hichem Chaabane
- Oceania:  Daniel Braunsteins

## Corridori per squadra
R: indica un corridore ritirato.
| Colombia        | Colombia                | Colombia        | Sudafrica   | Sudafrica                  | Sudafrica   | Iran          | Iran                        | Iran          |
| --------------- | ----------------------- | --------------- | ----------- | -------------------------- | ----------- | ------------- | --------------------------- | ------------- |
| 1               | Darwin Atapuma          | 26º             | 60          | Jacques Janse Van Rensburg | 29º         | 114           | Olamaei Mahdi               | R             |
| 2               | Carlos Alberto Betancur | 2º              | 61          | Burry Stander              | R           | Kazakistan    | Kazakistan                  | Kazakistan    |
| 3               | Sergio Henao            | 32º             | 62          | Jacobus Venter             | R           | 115           | Nazar Žumabekov             | 46º           |
| 4               | José Cayetano Sarmiento | 8º              | Spagna      | Spagna                     | Spagna      | 116           | Chacharman Merej            | R             |
| 5               | Nairo Quintana          | R               | 63          | Jonathan Castroviejo       | 13º         | 117           | Evgenij Nepomnjaščij        | 7º            |
| 6               | Juan Villegas           | R               | 64          | Higinio Fernández          | R           | 118           | Ablaj Šugajpov              | R             |
| Francia         | Francia                 | Francia         | 65          | Gorka Izagirre             | 47º         | 119           | Aleksandr Šušemoin          | 41º           |
| 7               | Arnaud Corteille        | 16º             | 66          | Pedro Merino               | 72º         | Polonia       | Polonia                     | Polonia       |
| 8               | Nicolas Edet            | 17º             | 67          | Rafael Valls               | R           | 120           | Adrian Honkisz              | 18º           |
| 9               | Alexandre Geniez        | 11º             | Regno Unito | Regno Unito                | Regno Unito | 121           | Sylwester Janiszewski       | R             |
| 10              | Thibaut Pinot           | 40º             | 68          | Mark Christian             | R           | 122           | Michał Kwiatkowski          | R             |
| 11              | Romain Sicard           | 1º              | 69          | Peter Kennaugh             | 4º          | 123           | Jarosław Marycz             | R             |
| 12              | Arthur Vichot           | 36º             | 70          | Jonathan McEvoy            | R           | 124           | Kamil Zieliński             | R             |
| Germania        | Germania                | Germania        | 71          | Luke Rowe                  | 64º         | Thailandia    | Thailandia                  | Thailandia    |
| 13              | John Degenkolb          | 68º             | 72          | Erick Rowsell              | R           | 125           | Turakit Boonratanathanakorn | R             |
| 14              | Sergej Fuchs            | R               | Portogallo  | Portogallo                 | Portogallo  | 126           | Natthapon Jeebthaworn       | R             |
| 15              | Patrick Gretsch         | R               | 73          | Nélson Oliveira            | R           | 127           | Phuchong Sai-Udomsin        | R             |
| 16              | Nico Keinath            | R               | Norvegia    | Norvegia                   | Norvegia    | Venezuela     | Venezuela                   | Venezuela     |
| 17              | Dominik Nerz            | 20º             | 74          | Jahn Frederik Grue         | 61º         | 128           | José Alarcón                | 28º           |
| 18              | Martin Reimer           | R               | 75          | Alexandre Kristoff         | R           | 129           | Jonathan Monsalve           | R             |
| Danimarca       | Danimarca               | Danimarca       | 76          | Vegard Stake Laengen       | R           | Slovacchia    | Slovacchia                  | Slovacchia    |
| 19              | Rasmus Guldhammer       | R               | 77          | Christer Rake              | 12º         | 130           | Martin Mahdar               | 45º           |
| 20              | Ricky Eno Jørgensen     | R               | 78          | Söndre Sortveit            | 59º         | 131           | Jakub Novak                 | R             |
| 21              | Christopher Juul Jensen | R               | Italia      | Italia                     | Italia      | 132           | Juraj Sagan                 | R             |
| 22              | Mathias Lisson          | 30º             | 79          | Gianluca Brambilla         | 31º         | 133           | Peter Sagan                 | R             |
| 23              | Niki Ostergaard         | R               | 80          | Damiano Caruso             | 10º         | 134           | Patrik Tybor                | R             |
| 24              | Troels Vinther          | R               | 81          | Angelo Pagani              | R           | Israele       | Israele                     | Israele       |
| Slovenia        | Slovenia                | Slovenia        | 82          | Daniele Ratto              | 39º         | 135           | Niv Libner                  | R             |
| 25              | Nik Burjek              | R               | 83          | Diego Ulissi               | R           | 136           | Ran Margaliot               | R             |
| 26              | Blaž Furdi              | 42º             | Ucraina     | Ucraina                    | Ucraina     | Ungheria      | Ungheria                    | Ungheria      |
| 27              | Blaž Jarc               | R               | 84          | Anatolij Kaštan            | 21º         | 137           | Krisztián Lovassy           | R             |
| 28              | Marko Kump              | 6º              | 85          | Oleksandr Polivoda         | 44º         | 138           | Balázs Simon                | R             |
| 29              | Jan Tratnik             | 60º             | 86          | Artem Topčanjuk            | 43º         | 139           | Zoltán Vigh                 | R             |
| 30              | Jure Žagar              | R               | 87          | Jehor Dementjev            | R           | Australia     | Australia                   | Australia     |
| Stati Uniti     | Stati Uniti             | Stati Uniti     | Lettonia    | Lettonia                   | Lettonia    | 140           | Jack Bobridge               | R             |
| 31              | Chris Barton            | R               | 88          | Viesturs Lukševics         | 54º         | 141           | Leigh Howard                | R             |
| 32              | Kirk Carlsen            | R               | Svizzera    | Svizzera                   | Svizzera    | 142           | Michael Matthews            | R             |
| 33              | Alex Howes              | R               | 89          | Romain Beney               | 66º         | 143           | Mark O'Brien                | 25º           |
| 34              | Peter Stetina           | 19º             | 90          | Jonathan Fumeaux           | R           | 144           | Thimothy Roe                | R             |
| 35              | Tejay van Garderen      | R               | 91          | Mirco Saggiorato           | 27º         | Austria       | Austria                     | Austria       |
| Russia          | Russia                  | Russia          | 92          | Christian Schneeberger     | R           | 145           | Matthias Brändle            | 9º            |
| 36              | Pëtr Ignatenko          | 69º             | 93          | Nicolas Schnyder           | 15º         | 146           | Stefan Denifl               | 56º           |
| 37              | Andrej Kljuev           | R               | Eritrea     | Eritrea                    | Eritrea     | 147           | Martin Schöffmann           | R             |
| 38              | Aleksandr Prišpetnij    | 57º             | 94          | Daniel Teklehaimanot       | 50º         | 148           | Daniel Schorn               | R             |
| 39              | Egor Silin              | 3º              | Estonia     | Estonia                    | Estonia     | 149           | Riccardo Zoidl              | R             |
| 40              | Andrej Solomennikov     | 63º             | 95          | Silver Ao                  | 48º         | Giappone      | Giappone                    | Giappone      |
| Belgio          | Belgio                  | Belgio          | 96          | Gert Jõeäär                | R           | 150           | Yoshimitsu Hiratsuka        | R             |
| 41              | Jérôme Baugnies         | 5º              | 97          | Sander Maasing             | 14º         | 151           | Kenji Itami                 | R             |
| 42              | Kris Boeckmans          | R               | 98          | Silver Schultz             | R           | 152           | Ryohei Komori               | 71º           |
| 43              | Jens Keukeleire         | R               | Canada      | Canada                     | Canada      | Nuova Zelanda | Nuova Zelanda               | Nuova Zelanda |
| 44              | Sep Vanmarcke           | 24º             | 99          | Ryan Anderson              | R           | 153           | Clinton Avery               | R             |
| 45              | Jelle Wallays           | R               | 100         | David Boily                | R           | 154           | Sam Bewley                  | R             |
| 46              | Romain Zingle           | 34º             | 101         | Guillaume Boivin           | R           | 155           | Alex Meenhorst              | 37º           |
| Paesi Bassi     | Paesi Bassi             | Paesi Bassi     | 102         | David Veilleux             | 62º         | Svezia        | Svezia                      | Svezia        |
| 47              | Martijn Keizer          | R               | Moldavia    | Moldavia                   | Moldavia    | 156           | Sebastian Balck             | R             |
| 48              | Michel Kreder           | 33º             | 103         | Oleg Berdos                | 67º         | 157           | Patrik Stenberg             | R             |
| 49              | Steven Kruijswijk       | R               | Lussemburgo | Lussemburgo                | Lussemburgo | Turchia       | Turchia                     | Turchia       |
| 50              | Ramon Sinkeldam         | R               | 104         | Ben Gastauer               | 23º         | 158           | Mirac Kal                   | R             |
| 51              | Dennis van Winden       | R               | 105         | Pit Schlechter             | 57º         | 159           | Eyup Karagobek              | R             |
| Bielorussia     | Bielorussia             | Bielorussia     | 106         | Joel Zangerle              | 35º         | 160           | Ugur Marmara                | R             |
| 52              | Kanstancin Klimjankoŭ   | 22º             | Serbia      | Serbia                     | Serbia      | 161           | Mustafa Sayar               | R             |
| 53              | Andrėj Krasilnikaŭ      | 52º             | 107         | Gabor Kasa                 | R           | Messico       | Messico                     | Messico       |
| 54              | Sjarhej Novikaŭ         | 55º             | Lituania    | Lituania                   | Lituania    | 162           | Armando Aguilar             | R             |
| 55              | Sjarhej Papok           | 53º             | 108         | Egidijus Juodvalkis        | 70º         | 163           | Alfredo Cruz Bernaldez      | R             |
| Repubblica Ceca | Repubblica Ceca         | Repubblica Ceca | 109         | Edgaras Kovaliovas         | R           | Costa Rica    | Costa Rica                  | Costa Rica    |
| 56              | Vojtěch Hačecký         | 65º             | 110         | Evaldas Šiškevičius        | R           | 164           | Allan Morales               | R             |
| 57              | Leopold König           | 38º             | Brasile     | Brasile                    | Brasile     | 165           | Gregory Obando Brenes       | R             |
| 58              | Jakub Kratochvíla       | R               | 111         | Rafael Andriato            | 49º         | 166           | Fabricio Quiros             | R             |
| 59              | Jakub Novak             | R               | 112         | Carlos Manarelli           | 51º         |               |                             |               |
|                 |                         |                 | 113         | Gideoni Monteiro           | R           |               |                             |               |